# 20-е годы
20-е (двадца́тые) го́ды по юлианскому календарю — промежуток времени с 1 января 20 года по 31 декабря 29 года, включающий 20 год 2-го десятилетия   и с 21 по 29 годы    3-го десятилетия I века 1-го тысячелетия.  Они закончились 1996 лет назад.

## Важнейшие события
- Середина 20-х — Ирод Антипа развёлся со своей женой (дочерью Ареты) и женился на Иродиаде, бывшей жене своего сводного брата Ирода. Война с Аретой и поражение Ирода Антипы[1].
- Борьба Парфии с Римом из-за Армении. Римляне выставляют против Артабана одного, а затем другого претендента на престол из числа царевичей, живших в Риме.
- 20-е годы — 47 год — Царь кушанов Кадфис (Киоцзюкю) I. Подчинение долины Кабула, Пуду (Паропамисады) к югу от Гиндукуша, Хорезм.
- 20—30-е годы — Назначенный Ван Маном наместник провинции Жзяо (Северный Вьетнам) ограничивал лаквьетское самоуправление, казнил наиболее активных противников китайской политики.